# Cherokee County (Kansas)
Cherokee County ist ein County im Bundesstaat Kansas der Vereinigten Staaten. Das U.S. Census Bureau hat bei der Volkszählung 2020 eine Einwohnerzahl von 19.362 ermittelt.
Der Verwaltungssitz (County Seat) ist Columbus. Das County gehört zu den Dry Countys, was bedeutet, dass der Verkauf von Alkohol eingeschränkt oder verboten ist.

## Geographie
Das County liegt im äußersten Südosten von Kansas, grenzt im Osten an Missouri, im Süden an Oklahoma und hat eine Fläche von 1531 Quadratkilometern, wovon zehn Quadratkilometer Wasserfläche sind. Es grenzt in Kansas im Uhrzeigersinn an folgende Countys: Crawford County und Labette County.

## Geschichte
Cherokee County wurde am 30. August 1855 als Original-County aus freiem Territorium gebildet und gehört zu den ersten 33 Countys, die von der ersten Territorial-Verwaltung gebildet wurden. Benannt wurde es nach den Cherokee, das heute noch größte Indianervolk Nordamerikas.
9 Bauwerke und Stätten des Countys sind im National Register of Historic Places eingetragen.

## Demografische Daten

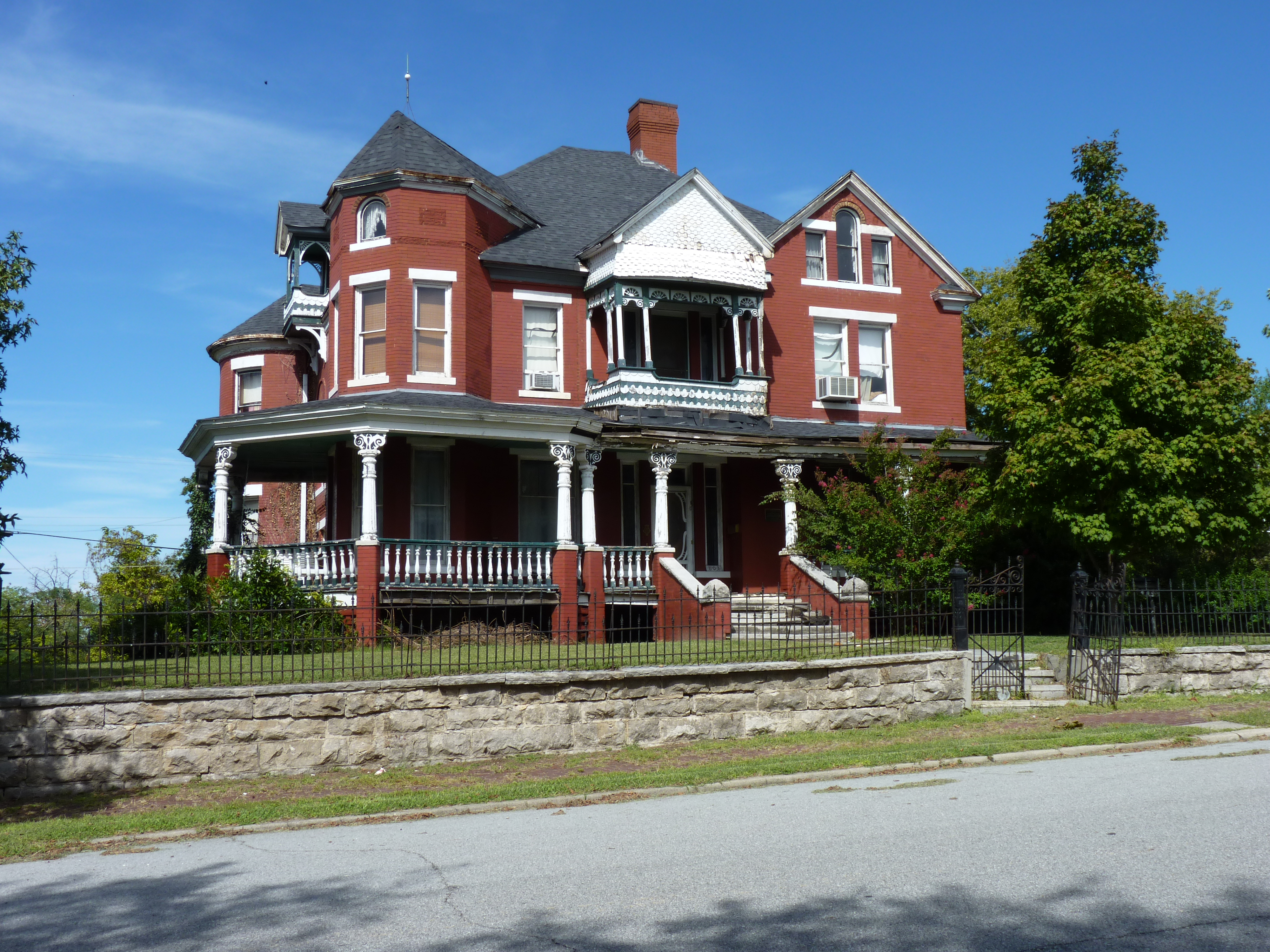
Das Edgar Backus Schermerhorn House, gelistet im NRHP

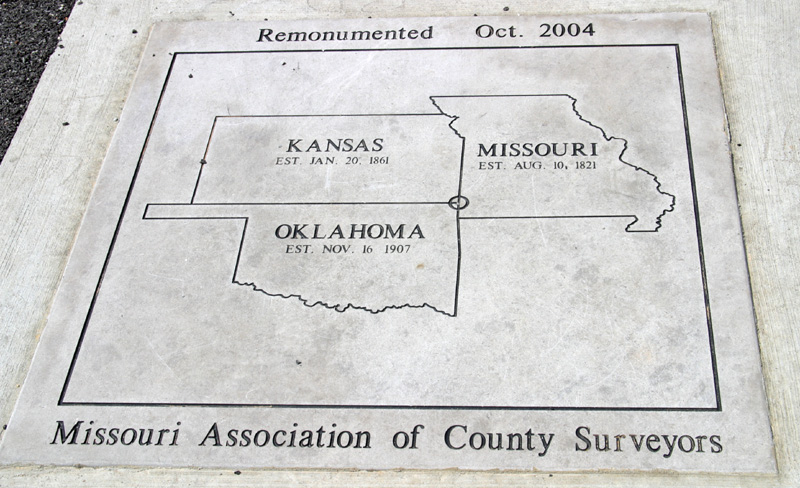
Tri-State Marker

Nach der Volkszählung im Jahr 2000 lebten im Cherokee County 22.605 Menschen in 8875 Haushalten und 6239 Familien im Cherokee County. Die Bevölkerungsdichte betrug 15 Einwohner pro Quadratkilometer. Ethnisch betrachtet setzte sich die Bevölkerung zusammen aus 92,27 Prozent Weißen, 0,61 Prozent Afroamerikanern, 3,45 Prozent amerikanischen Ureinwohnern, 0,23 Prozent Asiaten, 0,04 Prozent Bewohnern aus dem pazifischen Inselraum und 0,50 Prozent aus anderen ethnischen Gruppen; 2,9 Prozent stammten von 2 oder mehr Ethnien ab. 1,29 Prozent der Bevölkerung waren spanischer oder lateinamerikanischer Abstammung.
Von den 8875 Haushalten hatten 32,4 Prozent Kinder unter 18 Jahren, die mit ihnen gemeinsam lebten. 56,6 Prozent waren verheiratete, zusammenlebende Paare, 9,7 Prozent waren allein erziehende Mütter und 29,7 Prozent waren keine Familien. 26,3 Prozent aller Haushalte waren Singlehaushalte und in 13,0 Prozent lebten Menschen mit 65 Jahren oder darüber. Die Durchschnittshaushaltsgröße betrug 2,51 und die durchschnittliche Familiengröße betrug 3,02 Personen.
26,5 Prozent der Bevölkerung waren unter 18 Jahre alt. 8,4 Prozent zwischen 18 und 24 Jahre, 26,9 Prozent zwischen 25 und 44 Jahre, 23,1 Prozent zwischen 45 und 64 Jahre und 15,2 Prozent waren 65 Jahre alt oder älter. Das Durchschnittsalter betrug 37 Jahre. Auf 100 weibliche Personen kamen 94,2 männliche Personen. Auf 100 erwachsene Frauen ab 18 Jahren kamen 90,7 Männer.
Das jährliche Durchschnittseinkommen eines Haushalts betrug 30.505 USD, das Durchschnittseinkommen einer Familie betrug 37.284 USD. Männer hatten ein Durchschnittseinkommen von 29.045 USD, Frauen 19.675 USD. Das Prokopfeinkommen betrug 14.710 USD. 11,4 Prozent der Familien und 14,3 Prozent der Bevölkerung lebten unterhalb der Armutsgrenze.

## Orte im County
- Badger
- Baxter Junction
- Baxter Springs
- Carona
- Cokedale
- Columbus
- Commonwealth
- Cravensville
- Crestline
- Daisy Hill
- Empire City
- Faulkner
- Galena
- Hallowell
- Hoag
- Keelville
- Kniveton
- Lawton
- Lowell
- Mackie
- Melrose
- Neutral
- Quaker
- Riverton
- Roseland
- Scammon
- Sherman
- Sherwin
- Skidmore
- Stippville
- Treece
- Turck
- Weir
- West Mineral

Townships
- Cherokee Township
- Crawford Township
- Garden Township
- Lola Township
- Lowell Township
- Lyon Township
- Mineral Township
- Neosho Township
- Pleasant View Township
- Ross Township
- Salamanca Township
- Shawnee Township
- Sheridan Township